# خوسيه كوتريكاساس
خوسيه كوتريكاساس (1903-1996) (بالإنجليزية: José Cuatrecasas)‏ هو عالم نبات إسباني.